# بول ماونتین (اورگن)
بول ماونتین (به انگلیسی: Bull Mountain) یک منطقهٔ مسکونی در ایالات متحده آمریکا است که در شهرستان واشینگتن، اورگن واقع شده‌است. بول ماونتین ۹٬۱۳۳ نفر جمعیت دارد.